# Allocosa fasciiventris
Allocosa fasciiventris este o specie de păianjeni din genul Allocosa, familia Lycosidae. A fost descrisă pentru prima dată de Dufour, 1835.
Este endemică în Spania. Conform Catalogue of Life specia Allocosa fasciiventris nu are subspecii cunoscute.